# Reserva Extrativista Marinha Cuinarana
A Reserva Extrativista Marinha Cuinarana (RESEx Cuinarana) é uma unidade de conservação brasileira de uso sustentável da natureza, do tipo reserva extrativista marinha localizado no estado brasileiro do Pará (Brasil), com área de 1.036,41 hectares.

## Unidade de conservação
As Unidades de Conservação (UCs) são áreas naturais protegidas por lei, podendo ser de Proteção Integral, ou de Uso Sustentável. As administrações são feitas pelo Instituto Chico Mendes de Conservação da Biodiversidade (ICMBIO), responsável pelo Sistema Nacional de Unidades de Conservação (SNUC), ou podendo ser associadas com Fundações públicas.
A proposta de criação de Reservas Extrativistas (RESEX) surgiu na década de 1980, como crítica aos desmatamentos crescentes ocorridos na Amazônia, decorrentes de um modelo de desenvolvimento predatório adotado pelo Estado brasileiro desde a década de 1970, com base na expansão da pecuária extensiva. As reservas foram frutos da luta de seringueiros da Amazônia Ocidental, especificamente dos seringueiros do Acre, nascendo então a primeira modalidade legal de Unidade de Conservação (UC) conforme a legislação brasileira, que prevê, simultaneamente, o uso sustentável dos recursos naturais e a regularização fundiária dos espaços de populações tradicionais. Assim no ano 2000, o governo federal criou o Sistema Nacional de Unidades de Conservação (SNUC, Lei 9 985).
A reserva extrativista (RESEx) enquadra-se na categoria de Uso Sustentável, sendo o partimônio biodiverso protegido que tem o uso de seus recursos naturais permitido. Área protegidas pelo poder público, destinadas a uso por populações tradicionais de extrativismo, complementarmente, com a agricultura de subsistência e criação de animais de pequeno porte.
Em 2010 o órgão gestor ICMBIO regularizou a situação fundiária das ocupações das comunidades tradicionais nas Unidades de Conservação situadas em áreas da União sob jurisdição da Secretaria do Patrimônio da União/SPU (manguezais, áreas marinhas, espelhos d'água e ilhas federais situadas na Amazônia Legal), a partir da demanda do Plano de Ação Prioritário 2009-2010 da Comissão Nacional de Desenvolvimento Sustentável de Povos e Comunidades Tradicionais, sob a coordenação da Casa Civil.
O Instituto Chico Mendes reconhece a contribuição histórica das comunidades tradicionais na conservação do meio ambiente e no uso sustentável dos recursos naturais. Assim em 2010 as terras da União foram cedidas às famílias extrativistas, de pescadores e marisqueiros, nas reservas extrativistas marinhas de Araí-Peroba, Chocoaré-Mato Grosso, Gurupi-Piriá, Mãe Grande de Curuça, Mapuá, Maracanã, São João da Ponta, Soure, Tracuateua.
A Reserva Extrativista Marinha Cuinarana encontra-se no bioma amazônia, possui área total de 1.036,41 hectares e situa-se na Av. Júlio César, nº 7060, Prédio Censipam, Sala ICMBio Salgado Paraense - Bairro Val-de-Cans - Belém/PA - CEP: 66617-420.

## Fitofisionomia
A fitofisionomia representa a vegetação predominante local associada as espécies pioneiras, que se desenvolvem sobre áreas pedologicamente instáveis, sob constantes deposições sedimentares, como em orlas marinhas.

## Bacia hidrográfica
A UC situa-se na Bacia de Litoral PA e do Oceano Atlântico, representando 97,90% e 2,10% respectivamente, da porcentagem total na UC.

## Biomas
Já os biomas presentes são o amazônico e a Zona Costeira e Marítima, representando 94,35 e 5,65% respectivamente, da porcentagem total na UC.

## Gestão
Criado em 2018, o conselho é deliberativo, podendo, junto ao órgão gestor (ICMBIO) Instituto Chico Mendes de Conservação da Biodiversidade, contratar e os dispositivos do termo de parceria com Oscip, na hipótese de gestão compartilhada da unidade e aprovar o Plano de Manejo.
Criada em 2014 pelo Decreto S/N 10/10/2014, a criação da RESEx ocorreu para os objetivos de:
I - garantir a conservação da biodiversidade dos ecossistemas de manguezais, restingas, dunas, várzeas, campos alagados, rios, estuários e ilhas fluviais; e
II - assegurar o uso sustentável dos recursos naturais e proteger os meios de vida e a cultura das comunidades tradicionais extrativistas da região.
Mesmo que obrigatório para toda e qualquer Unidade de Conservação, a RESEx Marinha Cuinarana não possui um Plano de Manejo. Através deste documento, teria-se a descrição das características geomorfológicas locais, da fauna e flora, bem como de seu zoneamento e permissões para uso dos recursos.
Conforme o Sistema Nacional de Unidades de Conservação (SNUC), o planejamento de uma Unidade de Conservação deve ser estabelecido a partir do Plano de Manejo. Um documento técnico elaborado órgão gestor da Unidade naseado em guias da SNUC, fundamentado nos objetivos gerais da Unidade de Conservação, estabelece o zoneamento e as normas que irão presidir o uso da área e o manejo dos seus recursos naturais, assim como a implatação de estruturas físicas necessárias para a gestão da UC.
Por ser uma RESEx, o extrativismo é a base econômica das Unidades em tal categoria. Assim, as atividades de exploração dos recursos devem ser realizadas de modo sustentável, por meio da coleta e extração, abrangendo, por exemplo,  agricultura de subsistência e criação de animais.
No caso específico, a pesca artesanal constitui-se como a mais importante atividade socioeconômica. É desenvolvida nos rios e áreas de mangue da Reserva.

## Desmatamento na Amazônia Legal
Por conta da pressão que a região amazônica vem sofrendo com o avanço de práticas pecuaristas, a RESEx também sente com a perda e fragmentaçaõ do bioma. Com o Projeto de Monitoramento do Desflorestamento na Amazônia Legal (Prodes), as áreas florestadas da Amazônia Legal são possíveis de serem mapeadas, e refletirem em tais alterações durante os anos de estudo.

## Focos de calor
Por conta do desmatamento também, é consequência que a região tenha sofrido com o aumento de focos de calor: com uma maior quantide de clareira aberta pelo desmatamento da vegetação nativa, e pelo maior volume de madeira derrubada, o desenvolvimento de focos virarem incêndios e da matéria natural ser utilizada para queima, são maiores.
1. 1 2  FERREIRA, Eliton Janio Araújo et al. Educação ambiental como instrumento para a gestão na Resex marinha Cuinarana, Pará. 2018.
2. 1 2  RYLANDS, Anthony B.; BRANDON, Katrina. Unidades de conservação brasileiras. Megadiversidade, v. 1, n. 1, p. 27-35, 2005.
3. 1 2 3  «Pauta: Regularização de Resex Marinhas vai beneficiar cerca de 30 mil famílias | Unidades de Conservação no Brasil». Instituto Socioambiental (ISA). Consultado em 5 de maio de 2023
4. 1 2 3 4  SANTOS, LUIZ CARLOS BASTOS. Cooperação e conflitos na gestão da Reserva Extrativista Marinha de Maracanã, Estado do Pará (PDF). Col: Agriculturas Familiares e Desenvolvimento Sustentável. [S.l.]: Universidade Federal do Pará. Resumo divulgativo
5. ↑  FONSECA, Mônica; LAMAS, Ivana; KASECKER, Thais. O papel das unidades de conservação. Scientific American Brasil, v. 39, p. 18-23, 2010.
6. 1 2  «RESEX Marinha de Araí-Peroba Unidades de Conservação no Brasil». Instituto Socioambiental (ISA). Consultado em 5 de maio de 2023
7. ↑  «De extrativistas a tradicionais | Unidades de Conservação no Brasil». Instituto Socioambiental (ISA). Consultado em 5 de maio de 2023
8. ↑  FREITAS, Ádria de Carvalho et al. Análise socioeconômica e esforço de pesca na captura do caranguejo-uçá–Ucides cordatus (Crustacea: Ucididae)–na Reserva Extrativista Maracanã–costa amazônica do Brasil. Boletim do Museu Paraense Emílio Goeldi. Ciências Humanas, v. 10, p. 711-722, 2015.
9. 1 2 3  CASTRO, Carlos Jorge Nogueira; GONÇALVES, Nonato Sousa; DE SOUZA BARROS FILHO, João. MAGALHÃES BARATA (PA). Sociedade e Território, v. 32, n. 1, p. 30-50, 2020.
10. ↑  DE ALMEIDA, Mauro William Barbosa; REZENDE, Roberto. Uma nota sobre comunidades tradicionais e unidades de conservação. RURIS (Campinas, Online), v. 7, n. 2, 2013.
11. ↑  BRASIL, 2014. DECRETO DE 10 DE OUTUBRO DE 2014. Dsn14010. Disponível em: <http://www.planalto.gov.br/ccivil_03/_ato2011-2014/2014/dsn/Dsn14010.htm>. Acesso em: 28 abr. 2023.

‌
12. ↑  DA CUNHA MARQUES, Anésio; NUCCI, João Carlos. Planejamento, gestão e plano de manejo em unidades de conservação. Revista Ensino e Pesquisa (União da Vitória), v. 4, p. 33-39, 2007.
13. 1 2 3  Plano de manejo da área de proteção ambiental de ALGODOAL-MAIANDEUA (PDF). Col: COORDENADORIA DE UNIDADES DE CONSERVAÇÃO. Belém: GOVERNO DO ESTADO DO PARÁ. 2012
14. ↑  «Plano de Manejo da Área de Proteção Ambiental de Algodoal-Maiandeua é concluído | Conservation Areas in Brazil». Instituto Nossos Parques. Consultado em 5 de maio de 2023
15. ↑  MURRIETA, Julio Ruiz; RUEDA, Rafael Pinzón (Ed.). Reservas extrativistas. IUCN, 1995.
16. ↑  MAURANO, Luis Eduardo Pinheiro; ESCADA, Maria Isabel Sobral; RENNO, Camilo Daleles. Padrões espaciais de desmatamento e a estimativa da exatidão dos mapas do PRODES para Amazônia Legal Brasileira. Ciência florestal, v. 29, p. 1763-1775, 2019.
17. ↑  LEMOS, André Luiz F.; SILVA, José de Arimatéia. Desmatamento na Amazônia Legal: evolução, causas, monitoramento e possibilidades de mitigação através do Fundo Amazônia. Floresta e Ambiente, v. 18, n. 1, p. 98-108, 2012.